# Léno (Krásný Les)
Léno (německy Holzbachlehen) je zaniklá vesnice v okrese Karlovy Vary v Karlovarském kraji. Nacházela se v Krušných horách severozápadně od Krásného Lesa. Vesnice zanikla vysídlením po druhé světové válce.

## Název
Německý název Holzbachlehen byl odvozen z názvu sousední vsi Holzbach, jejímiž obyvateli byl Holzbachlehen založen. Pro snadné odlišení se v názvu používal přívlastek horní, tedy Horní Holzbach, resp. Ober-Holzbach. Po krátké době však převládlo používání popisného slova Lehen (léno) odkazujícího na pozemky propůjčené za určité služby. V historických pramenech se název vsi objevuje ve tvarech: Holzbächer (1625), Lehen nebo Holzbach (1785), Lehen (1847), Löhn (1847), Lehendorf (1847), Ober-Holzbach (1847), úředně Holzbach nebo Lehen (1854) a Holzbachlehen (1916).

## Historie
První písemná zmínka o vesnici pochází z roku 1625.

## Přírodní poměry
Katastrální území Léno měří 1,26 km² a nachází se v Krušných horách, severozápadně od Krásného Lesa na jižním úbočí Klínovce v nadmořské výšce okolo 800 metrů. V geomorfologickém členění je součástí podcelku Klínovecká hornatina a okrsku Jáchymovská hornatina. V místech zaniklé vesnice pramení drobný pravostranný přítok Plavenského potoka.
V rámci Quittovy klasifikace podnebí Léno stálo v chladné oblasti CH7, pro kterou jsou typické průměrné teploty −3 až −4 °C v lednu a 15–16 °C v červenci. Roční úhrn srážek dosahuje 850–1000 milimetrů. Mrazových dnů bývá 140–160, zatímco letních dnů jen deset až třicet.

## Obyvatelstvo
Při sčítání lidu v roce 1921 ve vsi žilo 74 obyvatel (z toho 41 mužů) německé národnosti a římskokatolického vyznání. Podle sčítání lidu z roku 1930 měla vesnice šedesát obyvatel s nezměněnou národnostní a náboženskou strukturou.
|           | 1869 | 1880 | 1890 | 1900 | 1910 | 1921 | 1930 | 1950 |
| --------- | ---- | ---- | ---- | ---- | ---- | ---- | ---- | ---- |
| Obyvatelé | 84   | 88   | 88   | 77   | 93   | 74   | 60   | 38   |
| Domy      | 3    | 14   | 14   | 15   | 15   | 14   | 14   | 14   |

## Obecní správa a politika
Při sčítání lidu v letech 1869–1930 bylo Léno osadou tehdejší obce Arnoldov v okrese Jáchymov. Během sčítání lidu v letech 1880–1921 vesnice patřila k obci Hanušov a roku 1930 Léno bylo samostatnou obcí. V roce 1950 bylo osadou Krásného Lesa v okrese Karlovy Vary-okolí a v dalších letech vesnice zanikla.